# Rhoèce de Samos
Pour les articles homonymes, voir Rhoécos.
Rhoèce de Samos (en grec ancien Ῥοῖκος / Rhoîkos, en latin Rhœcus) est un architecte et sculpteur grec samien du VIe siècle avant notre ère.

## Notice historique
Avec son fils Théodore, il s'était spécialisé dans le travail du bronze, notamment le moulage. Selon Hérodote, Rhoèce a participé à l'édification du temple d’Héra à Samos, l’Héraion, détruit par un incendie en -530. Rhoèce est aussi l’auteur d’un marbre figurant la nuit, dans le temple d’Artémis à Éphèse. À Naucratis, son nom a été trouvé sur un fragment de vase dédié à Aphrodite. Ses fils Théodore et Téléclès ont réalisé, pour les Samiens, la statue de l'Apollon pythien de Delphes.